# Simon Goodell Griffin
Pour les articles homonymes, voir Griffin.
Simon Goodell Griffin (9 août 1824 - 14 janvier 1902) est un brigadier général de l'armée de l'Union au cours de la guerre de Sécession, agriculteur, enseignant, avocat et législateur de l'État du New Hampshire.

## Avant la guerre
Simon G. Griffin naît à Nelson, dans le New Hampshire, le 9 août 1824. Ses deux grands-pères sont des vétérans de la guerre d'indépendance. Il va à l'école à Roxbury. Griffin est un agriculteur et un enseignant. Il représente sa ville dans la législature de l'État et est admis au barreau en 1860 et est avocat à Concord.

## Guerre de Sécession
Pendant la guerre de Sécession, Griffin sert d'abord comme capitaine dans le 2nd New Hampshire Infantry du 1er juin 1861 au 31 octobre de cette année. Il combat lors de la première bataille de Bull Run au sein de la brigade de Burnside,.
Il sert comme lieutenant-colonel du 6th New Hampshire Infantry du 28 novembre 1861 jusqu'à ce qu'il soit promu colonel le 22 avril 1862. 
Griffin mène son régiment dans la première brigade de la deuxième division de Reno du IXe corps à compter du mois de juillet(p58). Il dirige le régiment lors de la seconde bataille de Bull Run où son régiment est pratiquement encerclé et reçoit un feu meurtrier. Pensant être sous des tirs amis, il prend les couleurs et les déploie dans leur direction ce qui attise encore plus les tirs. Il donne finalement l'ordre de retraiter. Six des porteurs des couleurs meurent pendant les combats, et finalement il les prend de nouveau pour les retirer du terrain(p58). Il participe à la bataille de Chantilly le 1er septembre 1862(p58).
Il prend part à la bataille d'Antietam et la bataille de Fredericksburg. Lors de la deuxième bataille de Bull Run, il ramène lui-même les couleurs du régiment après la défaite. Griffin commande brièvement la première brigade de la deuxième division au cours de l'hiver de 1862-1863,.
Le régiment de Griffin est envoyé dans l'ouest avec le major général Ambrose Burnside, où Griffin sert alternativement comme commandant du régiment et de la brigade. Il sert sous les ordres du major général Ulysses S. Grant, pendant le siège de Vicksburg quand le major général John G. Parke emmène le IXe corps dans le Mississippi. Le IXe corps sert pendant la plupart du temps au cours de la campagne de Vicksburg avec le major général William T. Sherman, empêchant les renforts confédérés d'atteindre Vicksburg,. Ensuite, le colonel Griffin participe à la campagne de Meridian de Sherman et à l'expédition de la Yazoo River dans le Mississippi, en février 1864, qui aboutit à la bataille de Meridian,
De retour dans l'est, Griffin commande la deuxième brigade de la deuxième division, lors de la bataille de la Wilderness, de la bataille de Spotsylvania Court House et de la bataille de Cold Harbor. Au cours de la bataille de Spotsylvania sa brigade soutient Hancock et lui permet de tenir sa position. En conséquence de cette action, il est nommé brigadier général des volontaires, le 30 mai 1864 avec une date de prise de rang au 12 mai 1864,.
Le 17 juin 1864, il mène une charge avec la première brigade du colonel John I. Curtin de la division et parvient à faire une brèche de 1,6 km dans les ouvrages confédérés, capturant plusieurs canons, prisonniers et couleurs.
Lorsque le major général Robert B. Potter, le commandant de la division, est blessé lors d'une attaque contre le fort Mahone au cours de la troisième bataille de Petersburg, le 2 avril 1865, Griffin prend le commandement de division par intérim au cours de la campagne d'Appomattox. Il commande également la division dans le département de Washington après la reddition de la Confédération.

## Après la guerre
Le général Griffin quitte le service actif des volontaires le 24 août 1865. Pour bravoure lors du siège de Petersburg, le 13 janvier 1866, le président Andrew Johnson nomme Griffin pour l'attribution d'un brevet de major général des volontaires, avec une date de prise de rang au 2 avril 1865, et le sénat des États-Unis confirme la nomination, le 12 mars 1866
Après la guerre, Griffin retourne dans le New Hampshire, et est un fabricant à Harrisville, dans le New Hampshire,. Il est élu cinq fois à la législature du New Hampshire, servant pendant les deux derniers mandats comme président. Il passe plusieurs années au Texas, où il fait de la spéculation foncière et ferroviaire. Il retourne à Keene, au New Hampshire, où il écrit et participe à l'ordre militaire de la légion loyale des États-Unis. Griffin meurt à Keene, au New Hampshire, le 14 janvier 1902. Il est enterré dans le cimetière de Woodland à Keene,.
Le général Griffin est aussi un historien local, co-auteur de :
Simon Goodell Griffin, Frank H Whitcomb and Octavius Applegate, Jr., A history of the town of Keene from 1732, when the township was granted by Massachusetts, to 1874, when it became a city, Keene, N.H., Sentinel Print. Co., 1904. Reprint: Bowie, MD: Heritage Books, 1980.  (ISBN 0-917890-21-3),  (ISBN 978-0-917890-21-5)Simon Goodell Griffin and Ebenezer Tolman, Celebration by the town of Nelson, New Hampshire (originally called "Monadnick no. 6" and incorporated as "Packersfield") of the one hundred and fiftieth anniversary of its first settlement, 1767-1917, New York: Evening post job Print. Office, Inc., 1917. Reprint: Salem, Mass.: Higginson Book Company, 1998.